# Medardus Thoenert
Medardus Martin Thoenert, auch Thönert, (* 17. August 1754 in Leipzig; † 21. März 1814 ebenda) war ein deutscher Zeichenmeister und Kupferstecher, der mehrere Stiche für den mitteldeutschen Raum hinterließ.

## Leben
Thoenert der Sohn eines Kaufmanns aus Leipzig. Er wurde am 29. August 1754 getauft und besuchte ab dem 12. September 1770 die Leipziger Universität, um dort Philosophie, Mathematik, schöne Wissenschaften und praktische Geometrie zu studieren und die Leipziger Kunstakademie. Er wurde ein Schüler Johann Friedrich Bauses und stellte 1773 und 1774 erste Werke in Dresden aus. Zu seinem Werken zählten Bildnisse, Landschaften, Romanillustrationen, Kupferstiche für Almanache, Vignetten oder Medaillons. In den Jahren 1787 bis 1798 lieferte er fünf große Titelbildnissen (von Salomon Gessner, Angelika Kauffmann, Friedrich Wolfgang Reiz, Adrian Zingg, Johann Carl Gehler) für die Neue Bibliothek der schönen Wissenschaften. Für Hirschfelds Theorie der Gartenkunst fertigte er Landschaftsbilder.
Werke (Auswahl)

Medaillon der Gebrüder Montgolfier

- 1791: Titelblatt zu Fausts Leben, Thaten und Höllenfahrt.[4]
- Medaillon mit dem Profil der Gebrüder Montgolfier[5]